# Hiroyuki Takei

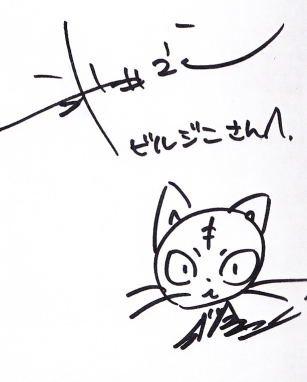
Assinatura de Hiroyuki Takei

Hiroyuki Takei (em japonês:  (武井 宏之; hepburn: Takei Hiroyuki; Yomogita, 15 de maio de 1972) é um mangaká japonês, mais conhecido por ser o criador de Shaman King.[carece de fontes?]

## História
Seu início foi marcado pela série SD Hyakkaten que criou como doujinshi. Seu sucesso foi crescendo e ele chegou a ser assistente de Nobuhiro Watsuki (em Ruroni Kenshin) e de Tamakichi Sakura (em Sabaki no kaminari). Sua primeira série mangá publicada na Weekly Shonen Jump foi Butsu Zone.[carece de fontes?]
Takei também tem o mangaka Eiichiro Oda (One Piece), com quem foi assistente de Watsuki.[carece de fontes?] Participou do Prêmio Tezuka com a história Doragu Doll Dan, com a qual foi finalista e posteriormente conseguiu ganha-lo com o título Itako no Anna.[carece de fontes?] Uma das suas influências foi Hirohiko Araki, autor de JoJo's Bizarre Adventure. Em 4 de março de 2008, a editora japonesa Shueisha anunciou que Takei estaria colaborando com Stan Lee em Karakuri Dôji Ultimo na revista Jump SQ.
Também criou o mascote oficial da polícia de Aomori, homônimo de seu personagem Anna Kyoyama, que está presente em muitas das suas histórias.[carece de fontes?]